# Любенко Віталій Володимирович
Віта́лій Володи́мирович Любе́нко — майор Збройних сил України, учасник російсько-української війни.

## Життєпис
Брав участь у боях за Донецький аеропорт в складі 3-го батальйону 80-ї аеромобільної бригади, отримав тяжке поранення. Травень 2015 — жовтень 2016 виконував бойові завдання в населених пунктах Попасне, Новгородське, Авдіївка (промзона) у складі 1-ї роти 122 окремого аеромобільного батальйону 81-ї окремої аеромобільної бригади.

## Нагороди
За особисту мужність і високий професіоналізм, виявлені у захисті державного суверенітету та територіальної цілісності України, вірність військовій присязі, відзначений — нагороджений:
- орденом Богдана Хмельницького III ступеня (31 липня 2015)
- Знак пошани (01 січня 2015)
- За військову доблесть (14 січня 2016)
- За участь в антитерористичній операції (17 лютого 2016)
- За досягнення у військовій службі 1-го ступеня (18 липня 2016)
- За досягнення у військовій службі 2-го ступеня